# Erik Scheel
 Der er flere personer med dette navn, se Erik Skeel (flertydig).
Erik Frederik Jens Poulson Scheel (23. marts 1813 i København – 20. marts 1878 sammesteds) var en dansk jurist.
Han var søn af Christian Frederik Erik Skeel og hustru født komtesse Trampe, blev 1832 student, 1839 cand.jur., 1842 kammerjunker, 1843 kopist i Kancelliets revisionsdepartement, 1846 protokol- og læsesekretær i Højesteret, 1847 medlem af direktionen for Det Classenske Fideikommis, 1857 assessor i Landsover- samt Hof- og Stadsretten, 1860 kammerherre og 30. april 1867 Ridder af Dannebrog. Han var medlem af administrationen for Det Skeel'ske Majorat, Det Skeel'ske Fideikommis og de Bertouch-Linstowske Legater.
20. maj 1844 ægtede Scheel på Lundsgård Sophie Frederikke Caroline Vilhelmine Adamine Johanne Augusta komtesse Ahlefeldt-Laurvigen (23. maj 1814 på Lundsgård - 21. juni 1907 i Fredensborg), datter af Christian lensgreve Ahlefeldt-Laurvigen.